# 福岡房產信託投資法人
福岡房產信託投資法人(Fukuoka REIT Corporation 或 福岡リート投資法人)，（東證1部：8968）由日本福岡房地產股份有限公司旗下信託管理，主要經營日本福岡地區房地產產業。
而每年財政年度則為3月31日止。
其股份自2005年於東京證券交易所，以及福岡證券交易所房地產信託基金板上市。